# San Timoteo (Rom)
San Timoteo a Casal Pallocco ist eine römisch-katholische Pfarr- und Titelkirche in Rom. Sie ist dem Heiligen Timotheus, dem Empfänger der Briefe von Paulus, geweiht. Sie liegt im zum Munizipium Ostia gehörenden Stadtteil Casal Palocco in Rom.

## Geschichte
Die Pfarrei wurde am 24. Juni 1968 durch ein Dekret von Kardinalvikar Angelo Dell’Acqua gegründet. Zwischen 1968 und 1970 wurde die Kirche nach einem Entwurf von Luigi Vagnetti gebaut. Am 22. Februar 1970 wurde sie durch Kardinalvikar Angelo Dell’Acqua geweiht.
Am 14. Februar 2015 wurde die Kirche von Papst Franziskus zur Titelkirche erhoben.

## Kardinalpriester
Der bisher einzige Titelträger ist:
- Arlindo Gomes Furtado, Bischof von Saint-Louis du Sénégal, seit 14. Februar 2015